# 헤븐즈 소울
《헤븐즈 소울》은 매주 수요일 하람, 김영지가 다음 웹툰에서 연재하는 웹툰이다.